# Lady Killer
«Lady Killer» es una canción de la cantante y rapera canadiense Kreesha Turner. El sencillo se mantuvo en el Canadian Hot 100 por trece semanas en el año 2009.

## Vídeo musical
El vídeo musical de Lady Killer fue filmado a principios de primavera de 2009 en Havana, Cuba. Fue subido al canal oficial de Kreesha en YouTube el 4 de mayo de 2009. 

## Posicionamiento
| Listas (2008)             | Posición |
| ------------------------- | -------- |
| Canadá (Canadian Hot 100) | 54       |